# 테미스

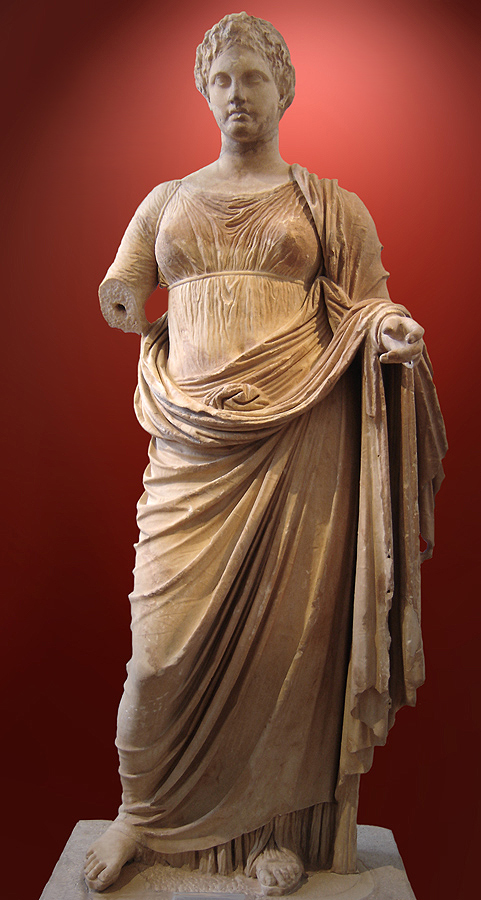
Themis from the Temple of Nemesis, Rhamnous, Attica, signed by the sculptor Chairestratos, c. 300 BCE

테미스(고대 그리스어: θέμις Themis[*])는 그리스 신화의 법과 정의의 여신이다.
우라노스와 가이아(Gaia) 사이에서 태어난 12명의 티탄 중 한 명이다. 제우스의 고모이자 두 번째 아내이기도 하다.
눈을 가리고, 천칭과 검을 들고 있다. 눈을 가리고 있는 것은 보이는 것에 현혹되지 않고 마음의 눈으로 보기 위함을 상징하며, 천칭은 공정함, 검은 천벌을 상징한다.
독일의 법학자 라드부르흐는 그의 저서 《법철학》에서 법률가가 제정법의 보편개념의 안경을 통하여서만 개개의 인간과 사건을 보는 것을 테미스의 눈가리개를 통해 인간과 사물의 대체적 윤곽만 보는 것에 비유했다.

## 같이 보기
- 테미스 위성

## 참고 문헌
- 최자영, 고대 그리스 법제의 다양성과 초기 입법의 사례 The Diversity of Ancient Greek Law and A Case of Legislation in It's Early Stages (대구사학, Vol.72 No.-, [2003]) KCI 등재